# Eublemma tephroclytioides
Eublemma tephroclytioides là một loài bướm đêm trong họ Erebidae.